# جامعة ابن زهر
جامعة ابن زهر هي جامعة مغربية عمومية أسِّست في عام 1989 بمدينة أكادير. يبلغ عدد طلبة وطالبات الجامعة حوالي 156,790، وتتكون هيئتها التدريسية من 1,475 أستاذا وأستاذا مساعدا وباحثا. تعتبر جامعة ابن زهر أكبر جامعة بالمغرب، فهي تغطي أزيد من 50% من التراب الوطني، وتضم شبكة واسعة من المؤسسات الجامعية، كما يتوافد إليها الطلبة من خمس جهات، وهي سوس ماسة، درعة تافيلالت، كلميم واد نون، العيون الساقية الحمراء، إلى جانب جهة الداخلة وادي الذهب.

## كليات ومدارس الجامعة
تضم جامعة ابن زهر 24 مؤسسة للتعليم العالي، موزعة على مدن أكادير، أيت ملول، تارودانت، ورزازات، كلميم، السمارة، العيون والداخلة.
|    | بمدينة أكادير                                 | المواقع الرسمية |
| -- | --------------------------------------------- | --------------- |
| 1  | المدرسة الوطنية للتجارة والتسيير بأكادير      | encg-a          |
| 2  | المدرسة الوطنية للعلوم التطبيقية بأكادير      | ensa            |
| 3  | المدرسة العليا للتربية والتكوين               | esef            |
| 4  | المدرسة العليا للهندسة المعمارية بأكادير      |                 |
| 5  | كلية الطب والصيدلة بأكادير                    | fmp-a           |
| 6  | المدرسة العليا للتكنولوجيا                    | est-a           |
| 7  | كلية العلوم بأكادير                           | fs              |
| 8  | كلية الآداب والعلوم الإنسانية                 | flsh            |
| 9  | كلية العلوم القانونية والاقتصادية والاجتماعية | fsjes-a         |
|    | بمدينة أيت ملول                               | المواقع الرسمية |
| 10 | كلية الشريعة بأيت ملول                        | fch             |
|    | القطب الجامعي أيت ملول، يضم 4 مؤسسات؛         | -               |
| 11 | المدرسة العليا للأساتذة (قيد الإنشاء)         | -               |
| 12 | كلية العلوم التطبيقية بأيت ملول               | fsa             |
| 13 | كلية اللغات والفنون والعلوم الإنسانية         | flash           |
| 14 | كلية العلوم القانونية والاقتصادية والاجتماعية | fsjes-am        |
|    | بمدن أخرى                                     | المواقع الرسمية |
| 15 | المدرسة الوطنية للتجارة والتسيير بالداخلة     | encg-d          |
| 16 | الكلية المتعددة التخصصات بتارودانت            | fpd-t           |
| 17 | الكلية المتعددة التخصصات بورزازات             | fpd-o           |
| 18 | الكلية المتعددة التخصصات بالسمارة             | fpd-s           |
| 19 | المدرسة العليا للتكنولوجيا بورزازات           | -               |
| 20 | المدرسة العليا للتكنولوجيا بالداخلة           | -               |
| 21 | المدرسة العليا للتكنولوجيا بالعيون            | est-l           |
| 22 | المدرسة العليا للتكنولوجيا بكلميم             | est-g           |
| 23 | كلية الاقتصاد والتدبير بكلميم                 | feg             |
| 24 | كلية الطب والصيدلة بالعيون                    | fmp-l           |
| 25 | كلية الطب والصيدلة بكلميم                     | -               |

## وصلات خارجية
- الموقع الرسمي لجامعة ابن زهر